# Bud Fisher
Pour les articles homonymes, voir Fisher.
Bud Fisher est un scénariste, réalisateur et producteur américain né le 3 avril 1885 à Chicago, Illinois (États-Unis), mort le 7 septembre 1954 . Il a créé le premier comic strip quotidien à succès, Mutt and Jeff.

## Prix
- 1951 : Té d'argent de la National Cartoonists Society

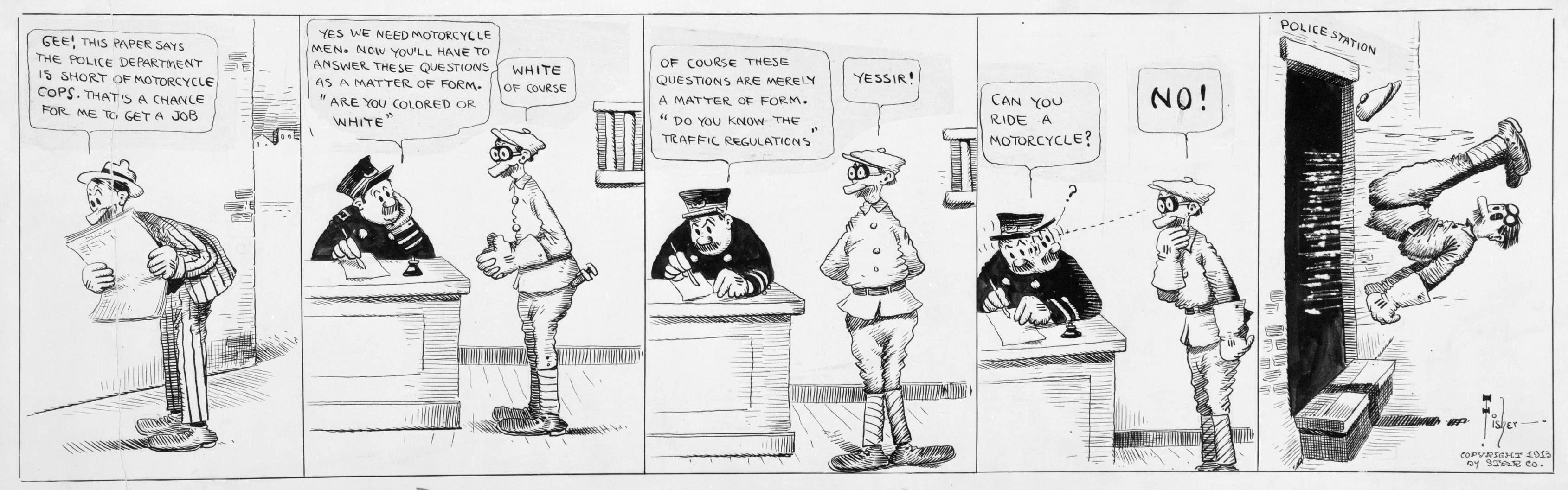
Mutt and Jeff par Bud Fisher, 1913

## Filmographie

### Comme scénariste
- 1939 : Slick Sleuth

### Comme Réalisateur
- 1913 : Mutt and Jeff
- 1913 : Mutt and Jeff at Sea: Part 1
- 1913 : Mutt and Jeff at Sea: Part 2
- 1913 : Mutt and Jeff in Constantinople
- 1913 : The Matrimonial Agency
- 1913 : Mutt and Jeff in Turkey
- 1913 : Mutt's Moneymaking Scheme
- 1913 : The Sultan's Harem
- 1913 : Mutt and Jeff in Mexico
- 1913 : The Sandstorm
- 1913 : Mutt Puts One Over
- 1913 : Pickaninni's G-string
- 1913 : Baseball
- 1913 : The California Alien Land Law
- 1913 : The Merry Milkmaid
- 1913 : The Ball Game
- 1913 : Mutt's Marriage
- 1913 : Johnny Reb's Wooden Leg
- 1913 : A Substitute for Peroxide
- 1913 : The Hypnotist
- 1913 : The Mexican Problem
- 1913 : Whadya Mean You're Contended
- 1916 : Wall Street
- 1916 : Two for Hire
- 1916 : The Promoters
- 1916 : The Hock Shop
- 1916 : The Dog Pound
- 1916 : Cramps
- 1916 : Jeff's Toothache
- 1916 : Mutt and Jeff in the Submarine
- 1916 : The Indestructible Hats
- 1917 : Revenge Is Sweet
- 1917 : The Prospectors
- 1917 : Preparedness
- 1917 : The Janitors
- 1917 : In the Theatrical Business
- 1917 : The Interpreters
- 1917 : Une vie de chien
- 1917 : A Day in Camp
- 1917 : Cows and Caws
- 1917 : A Chemical Calamity
- 1917 : The Cheese Tamers
- 1917 : The Chamber of Horrors
- 1917 : The Boarding House
- 1917 : The Bell Hops
- 1917 : The Submarine Chasers
- 1918 : The Decoy
- 1918 : Back to the Balkans
- 1918 : The Leak
- 1918 : Freight Investigation
- 1918 : On Ice
- 1918 : Helping McAdoo
- 1918 : A Fisherless Cartoon
- 1918 : Occultism
- 1918 : Superintendents
- 1918 : Tonsorial Artists
- 1918 : The Tale of a Pig
- 1918 : Hospital Orderlies
- 1918 : Life Savers
- 1918 : Meeting Theda Bara
- 1918 : The Seventy-Mile Gun
- 1918 : The Burglar Alarm
- 1918 : The Extra-Quick Lunch
- 1918 : Hunting the U-Boats
- 1918 : Hotel De Mutt
- 1918 : Joining the Tanks
- 1918 : An Ace and a Joker
- 1918 : Landing a Spy
- 1918 : Efficiency
- 1918 : The Accident Attorney
- 1918 : At the Front
- 1918 : To the Rescue
- 1918 : The Kaiser's New Dentist
- 1918 : Bulling the Bolshevik
- 1918 : Our Four Days in Germany
- 1918 : The Side Show
- 1918 : A Lot of Bull
- 1918 : The Doughboy
- 1918 : Around the World in Nine Minutes
- 1918 : Pot Luck in the Army
- 1918 : Hitting the High Sports
- 1918 : The Draft Board
- 1918 : Throwing the Bull
- 1919 : The Lion Tamers
- 1919 : Here and There
- 1919 : The Hula Hula Cabaret
- 1919 : Dog-Gone Tough Luck
- 1919 : Landing an Heiress
- 1919 : The Bearded Lady
- 1919 : 500 Miles on a Gallon of Gas
- 1919 : The Pousse Cafe
- 1919 : Fireman Save My Child
- 1919 : Wild Waves and Angry Woman
- 1919 : William Hohenzollern Sausage Maker
- 1919 : Out An' in Again
- 1919 : The Cow's Husband
- 1919 : Mutt the Mutt Trainer
- 1919 : Subbing for Tom Mix
- 1919 : Pigtails and Peaches
- 1919 : Seeing Things
- 1919 : The Cave Man's Bride
- 1919 : Sir Sidney
- 1919 : Left at the Post
- 1919 : The Shell Game
- 1919 : Oh Teacher
- 1919 : Sweet Papa
- 1919 : Hands Up
- 1919 : Pets and Pests
- 1919 : A Prize Fight
- 1919 : Look Pleasant Please
- 1919 : Downstairs and Up
- 1919 : A Tropical Eggs-pedition
- 1919 : West Is East
- 1919 : The Jazz Instructors
- 1919 : Oil's Well That Ends Well
- 1919 : The Frozen North
- 1919 : Sound Your 'A'
- 1919 : Hard Lions
- 1919 : Mutt and Jeff in Switzerland
- 1919 : Mutt and Jeff in Paris
- 1919 : All That Glitters Is Not Goldfish
- 1919 : Everybody's Doing It
- 1919 : Mutt and Jeff in Spain
- 1919 : The Honest Book Agent
- 1919 : New York Night Life
- 1919 : Bound in Spaghetti
- 1919 : In the Money
- 1919 : The Window Cleaners
- 1919 : Confessions of a Telephone Girl
- 1919 : The Plumbers
- 1919 : The Chambermaid's Revenge
- 1919 : Why Mutt Left the Village
- 1919 : Cutting Out His Nonsense
- 1919 : For Bitter or for Verse
- 1919 : He Ain't Done Right by Our Nell
- 1919 : Another Man's Wife
- 1920 : Shaking the Shimmy
- 1920 : The Rum Runners
- 1920 : A Rose by Any Other Name
- 1920 : Pretzel Farming
- 1920 : On Strike
- 1920 : Mutt and Jeff's Nooze Weekly
- 1920 : Mutt and Jeff in Iceland
- 1920 : The Latest in Underwear
- 1920 : His Musical Soup
- 1920 : A Glutton for Punishment
- 1920 : Fisherman's Luck
- 1920 : Berth of a Nation
- 1920 : The Soul Violin
- 1920 : Putting on the Dog
- 1920 : The Plumbers
- 1920 : The Pawnbrokers
- 1920 : The Mint Spy
- 1920 : I'm Ringing Your Party
- 1920 : Fishing
- 1920 : Dead Eye Jeff
- 1920 : The Chemists
- 1920 : The Price of a Good Sneeze
- 1920 : Hula Hula Town
- 1920 : The Honest Jockey
- 1920 : The Great Pickle Robbery
- 1920 : The Chewing Gum Industry
- 1920 : The Beautiful Model
- 1920 : The Wrestlers
- 1920 : The Private Detectives
- 1920 : The Paper Hangers
- 1920 : Nothing But Girls
- 1920 : The Bowling Alley
- 1920 : The Bicycle Race
- 1920 : A Trip to Mars
- 1920 : The Toy Makers
- 1920 : The Tango Dancers
- 1920 : One Round Jeff
- 1920 : Three Raisins and a Cake of Yeast
- 1920 : The Mystery of the Galvanized Iron Ash Can
- 1920 : Departed Spirits
- 1920 : The Breakfast Food Industry
- 1920 : The Bare Idea
- 1920 : The Yacht Race
- 1920 : The Politicians
- 1920 : The Merry Cafe
- 1920 : In Wrong
- 1920 : Hot Dogs
- 1920 : The Song Birds
- 1920 : Napoléon
- 1920 : Home Sweet Home
- 1920 : The Cowpunchers
- 1920 : A Tightrope Romance
- 1920 : The Tailor Shop
- 1920 : League of Nations
- 1920 : The High Cost of Living
- 1920 : Flapjacks
- 1920 : Brave Toreador
- 1920 : The Medicine Man
- 1920 : Home Brew
- 1920 : A Hard Luck Santa Claus
- 1920 : Gum Shoe Work
- 1920 : Farm Efficiency
- 1920 : All Stuck Up
- 1920 : Sherlock Hawkshaw and Company
- 1920 : The Parlor Bolshevist
- 1920 : The Papoose
- 1920 : On the Hop
- 1920 : The North Woods
- 1920 : The Hypnotist
- 1920 : Cleopatra
- 1921 : The Lion Hunters
- 1921 : The Ventriloquist
- 1921 : Dr. Killjoy
- 1921 : Factory to Consumer
- 1921 : The Naturalist
- 1921 : A Crazy Idea
- 1921 : The Vacuum Cleaner
- 1921 : Mademoiselle Fifi
- 1921 : It's a Bear
- 1921 : Gathering Coconuts
- 1921 : The Far North
- 1921 : A Hard Shell Game
- 1921 : A Rare Bird
- 1921 : Flivvering
- 1921 : The Lion Hunters
- 1921 : The Glue Factory
- 1921 : Cold Tea
- 1921 : The Gusher
- 1921 : Watering the Elephants
- 1921 : Far East
- 1921 : Training Woodpeckers
- 1921 : Touring
- 1921 : A Shocking Idea
- 1921 : The Tong Sandwich
- 1921 : The Stampede
- 1921 : The Painter's Frolic
- 1921 : Not Wedded But with a Wife
- 1921 : Darkest Africa
- 1921 : Crows and Scarecrows
- 1921 : The Turkish Bath
- 1921 : Shadowed
- 1921 : Village Cutups
- 1921 : A Messy Christmas
- 1921 : Fast Freight
- 1921 : The Stolen Snooze
- 1921 : Getting Ahead
- 1921 : Bony Parts
- 1922 : Long Live the King
- 1922 : The Last Laugh
- 1922 : A Ghostly Wallop
- 1922 : Beside the Cider
- 1922 : The Bull Fight
- 1922 : The Last Shot
- 1922 : Stuck in the Mud
- 1922 : The Phoney Focus
- 1922 : The Hole Cheese
- 1922 : The Crystal Gazer
- 1922 : Too Much Soap
- 1922 : The Cashier
- 1922 : Any Ice Today
- 1922 : Tin Foiled
- 1922 : Hoot Mon
- 1922 : Golfing
- 1922 : Getting Even
- 1922 : Around the Pyramids
- 1922 : Hop, Skip, and Jump
- 1922 : Modern Fishing
- 1922 : Hither and Thither
- 1922 : Falls Ahead
- 1922 : Court Plastered
- 1922 : Riding the Goat
- 1922 : The Fallen Archers
- 1922 : Cold Turkey
- 1922 : The Wishing Duck
- 1922 : Bumps and Things
- 1922 : Nearing the End
- 1922 : The Chewing Gum Industry
- 1922 : Gym Jams
- 1923 : Down in Dixie
- 1925 : Soda Jerks
- 1925 : Accidents Won't Happen
- 1925 : Where Am I?
- 1925 : Invisible Revenge
- 1925 : Mixing in Mexico
- 1925 : The Bear Facts
- 1925 : All at Sea
- 1925 : Thou Shalt Not Pass
- 1925 : Oceans of Trouble
- 1925 : A Link Missing
- 1926 : Bombs and Bums
- 1926 : Une affaire mystérieuse (en)
- 1926 : When Hell Freezes Over
- 1926 : Westward Whoa
- 1926 : Aloma des mers du sud (Aloma of the South Seas)
- 1926 : Slick Sleuths
- 1926 : Ups and Downs
- 1926 : Playing with Fire
- 1926 : Dog Gone
- 1926 : The Big Swim
- 1926 : Mummy O'Mine
- 1926 : A Roman Scandal
- 1926 : The Globe Trotters

### Comme producteur
- 1916 : The Chinese Cook
- 1917 : The Chamber of Horrors
- 1918 : Meeting Theda Bara
- 1918 : An Ace and a Joker
- 1922 : The Bull Fight
- 1922 : Riding the Goat